# Ernest Reinhold Ludwig
Ernest Reinhold Ludwig (Eisfeld,) foi um professor, advogado, deputado e jornalista teuto-brasileiro.

## Biografia
Formado em Direito pela Universidade de Leipzig, fez cursos de piano e música no Conservatório de Leipzig. Emigrado para o Brasil, atuou em Minas Gerais, São Paulo, Rio de Janeiro, Santa Catarina, Paraná, fixando-se finalmente em Porto Alegre, onde lecionava música.
Ao surgir uma vaga de professor de música em Taquari, para lá se transferiu, e casou-se em 1889 com Otília von Closs. Em 1891 transferiu-se para Porto Alegre. Prestou exame de suficiência na Faculdade de Direito de São Paulo, validando seu diploma.
Foi deputado estadual na Assembléia Constituinte de 1891.
Fundou o jornal em língua alemã Pionier Vaterland que circulou em Porto Alegre entre 1901 e 1923. 

## Fonte de Referência
- «Dicionário de Estrela, José Alfredo Schierholt»